# 와가두구 대학교
1974년에 설립된 와가두구 대학교(University of Ouagadougou, 프랑스어: Université de Ouagadougou, UO)는 부르키나파소의 와가두구, 조고나 지역에 위치한다. 그러나 1995년 보보 폴리테크니크 대학교 (UPB)으로 알려진 직업 교육을 위한 제2 캠퍼스가 보보 듈라소 시에 개교되었다. 1996년 쿠두구에 사범 대학 캠퍼스가 개교되었다. UO는 7개의 훈련과 연구 유닛(UFR)과 한개의 기관으로 구성된다.
UO는 경제에 중요한 역할을 하며 교육 문화그리고 경제학적인 혜택을 나라에 제공한다. 현재 대학의 총장은 Pr. Odile Germaine Nacoulma이다. UO의 목적은 새론운 학부를 개설하는 것인데 학생수를 늘이기 위해서이다. 그리고 새로운 정보와 통신 기술의 개발을 강화하며 대학교의 관리를 개선하고 교육의 분야에서 다양화를 통한 내외부 효율을 개선하며 최종적으로 직업 교육을 도입하는 것이다.